# L'Ascenseur (nouvelle)
Pour les articles homonymes, voir Ascenseur (homonymie).
L'Ascenseur (L'ascensore) est une nouvelle fantastique de Dino Buzzati, incluse dans le recueil Le K publié en 1966.

## Résumé
Le narrateur qui habite au 31e étage d'un gratte-ciel franchit les portes d'un ascenseur. Il remarque immédiatement deux boutons allumés et en déduit que l'ascenseur s'arrêtera à deux autres étages. 
Au premier arrêt, une jeune fille qu'il avait remarquée et qu'il aimait depuis plusieurs mois entre dans la cabine. Puis c'est au tour d'un homme plus âgé d'y pénétrer. 
Cependant, l'ascenseur se comporte de façon étrange, il ralentit sa vitesse et n'en finit pas de descendre. Une conversation commence entre les trois personnes. Le vieil homme adopte un comportement étrange, il se révèle avoir plusieurs facettes, prêtre autant que médecin. À mesure que l'ascenseur descend, que la situation s'avère sans issue et que les passagers croient leur fin imminente, les barrières sociales qui existaient entre eux finissent par tomber. Le narrateur dévoile son amour à la jeune fille et c'est alors que l'ascenseur remonte doucement. Les barrières sociales qui existaient entre eux réapparaissent sitôt le danger écarté.